# Arco de la Victoria

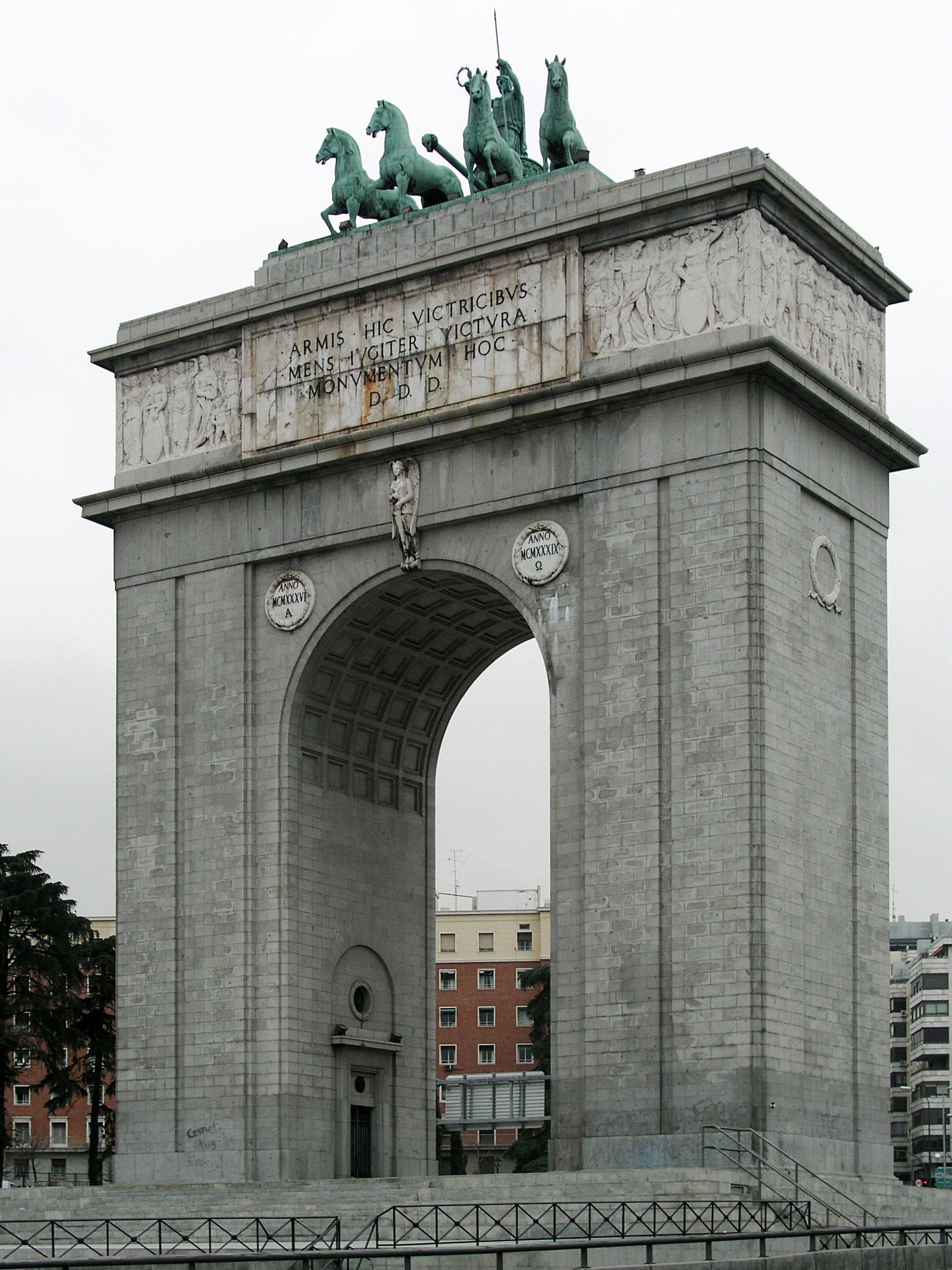
Arco de la Victoria

Arco de la Victoria ("Viktoriabågen") i Madrid (ibland felaktigt kallad för "Puerta de la Moncloa" för sina likheter med Puerta de Alcalá, Puerta de Toledo, med flera) är ett monument byggt mellan 1953 och 1956 på order av general Franco som minnesmärke över de nationalistiska rebellernas seger i spanska inbördeskriget. 
Bågen står i stadsdelen Moncloa-Aravaca i den spanska huvudstaden och är nästan 49 meter hög. Inuti bågen finns olika ritningar och en modell av Complutenseuniversitetet. 
Den ritades av arkitekterna Modesto López Otero och Pascual Bravo Sanfeliú och skulptörerna Moisés Huertas, Ramón Arregui och José Ortells. 

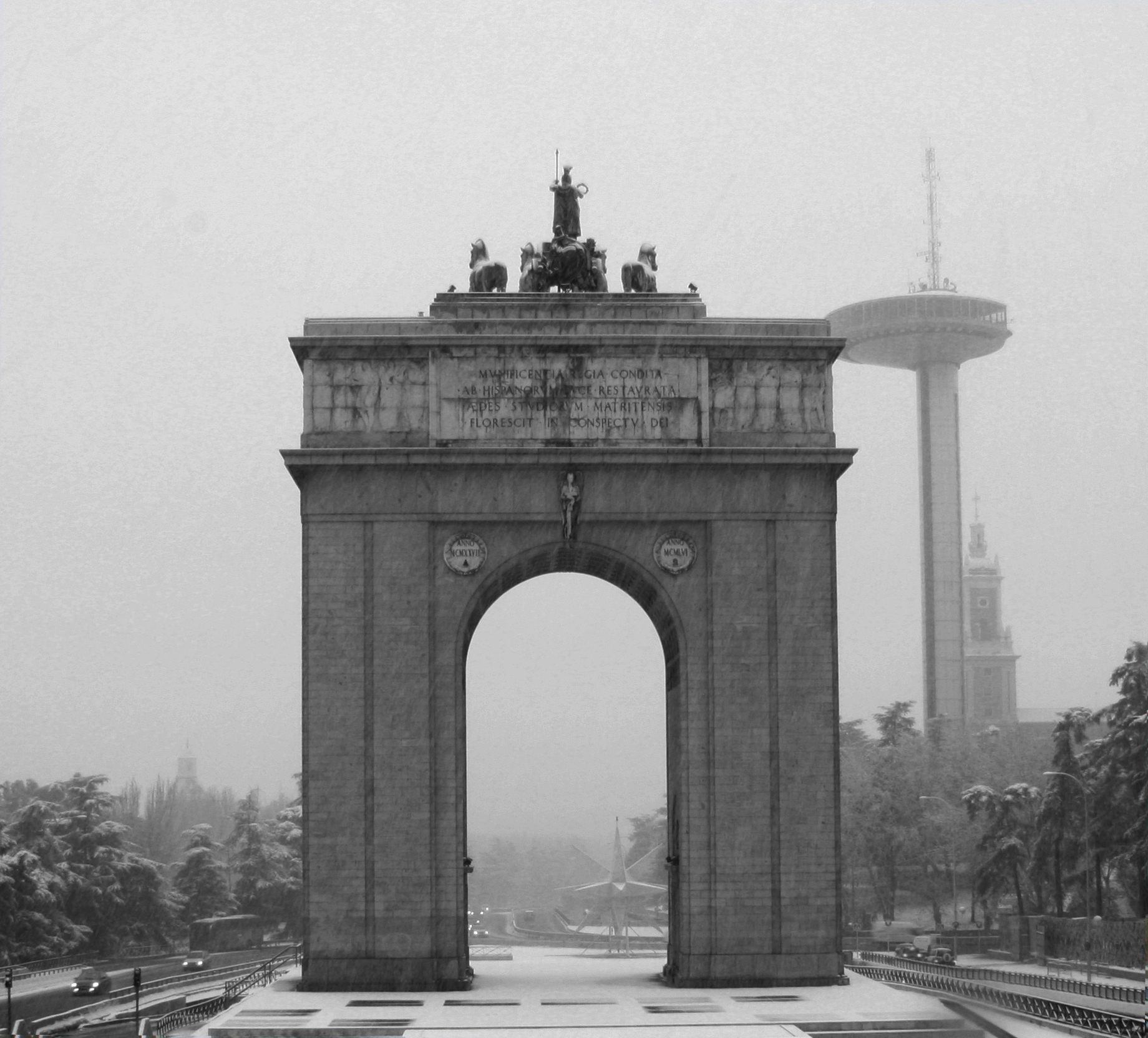
Arco de la Victoria på baksidan

På frontespisen på baksidan (sydost) finns inskriptionen: 
| ” | MUNIFICENTIA REGIA CONDITA AB HISPANORUM DVCE RESTAVRATA AEDES STUDIORVM MATRITENSIS FLORESCIT IN CONSPECTU DEI | „ |

Och under, två rosetter, 
| ” | ANNO MCMXXVII A och ANNO MCMLVI Ω | „ |

Översatt från latin lyder texten: "Konstruerad genom kunglig generositet (dvs av kungen), restaurerad av spanjorernas Caudillo, templet för studier i Madrid blomstrade under Guds vakande öga"; texten hänvisar till Complutenseuniversitetet, som är beläget nära bågen. Datumen är 1927, då universitetet invigdes och 1956 då man invigde segerbågen och firade återuppbyggnaden av stadens universitet, som hade blivit helt förstört under inbördeskriget. 

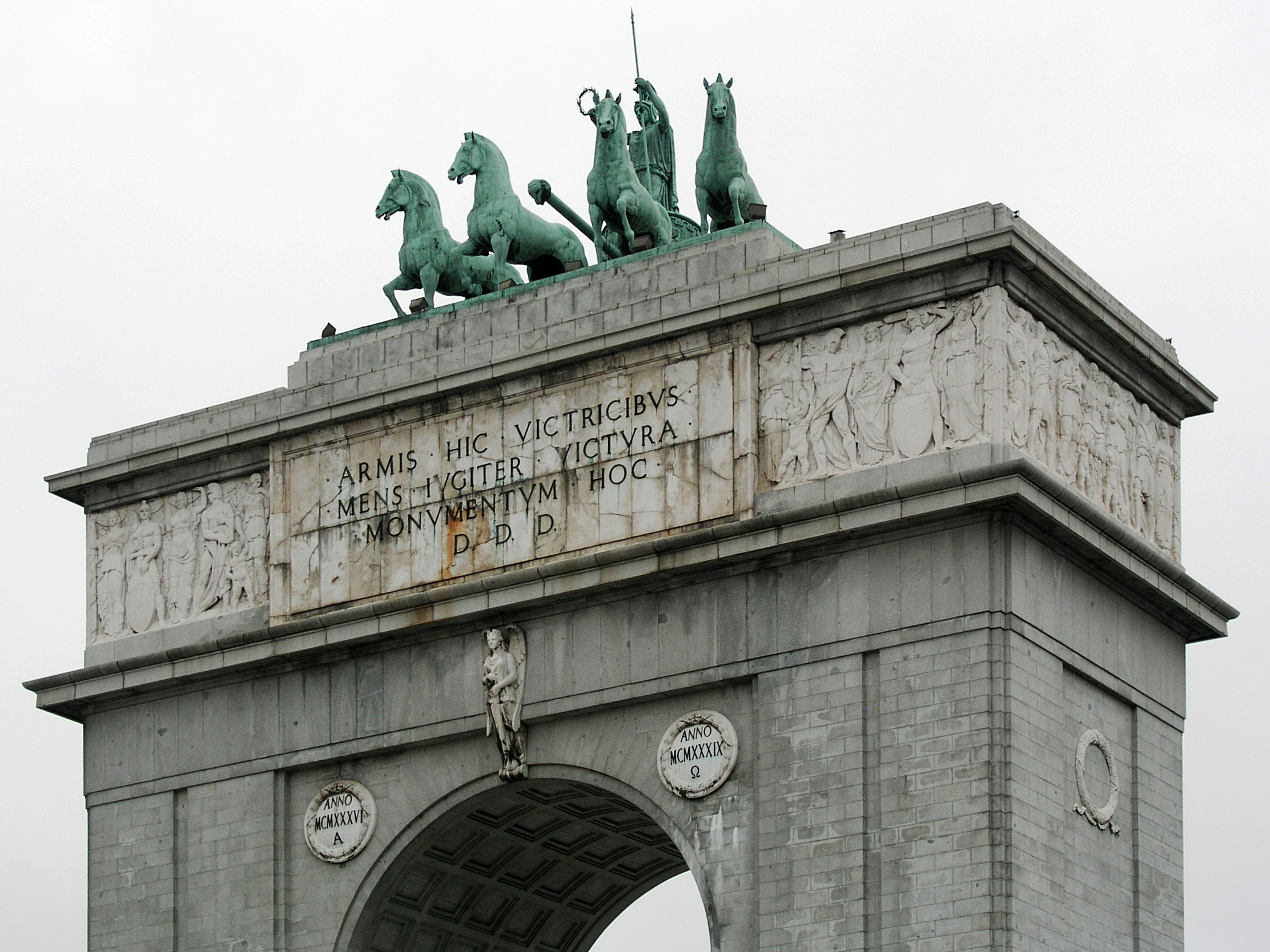
Frontespisen på framsidan

På framsidans frontespis (nordost) kan man läsa inskriptionen 
| ” | ARMIS HIC VICTRICIBVS MENS IVGITER VICTVRA MONUMENTUM HOC D.D.D. | „ |

Och under två rosetter, 
| ” | ANNO MCMXXXVI A y ANNO MCMXXXIX Ω | „ |

De nämnda åren står för början och slutet av inbördeskriget, 1936 och 1939. Bokstäverna Α (alfa) och Ω (omega), den första och den sista i det grekiska alfabetet, utgör traditionellt början och slutet av någonting. 
Översättningen av texten är: "De vinnande vapnen här/ intellektet skall segra (eller leva) för alltid/ detta monument." Förkortningen "D.D.D." betyder "ge och tillägna" (dat, dicat, dedicat). Ordet victura är tvetydigt och kan betyda "som kommer att segra" eller också "som kommer att leva". 